# Oćevići
Oćevići (en serbe cyrillique : Оћевићи) est un village du sud du Monténégro, dans la municipalité de Cetinje.

## Démographie

### Évolution historique de la population[1]
| 1948 | 1953 | 1961 | 1971 | 1981 | 1991 | 2003 |
| ---- | ---- | ---- | ---- | ---- | ---- | ---- |
| 43   | 45   | 30   | 24   | 16   | 6    | 8    |